# Пулька Чеслав Вікторович

## Пулька Чеслав Вікторович
Пулька Чеслав Вікторович (народився 2 січня 1944 року в с. Байківці, Тернопільський район) — український науковець, доктор технічних наук, професор, відомий своїми досягненнями у сфері зварювальних технологій.

## Біографія
Чеслав Вікторович закінчив Байковецьку семирічну школу у 1958 році та Великобірківську середню школу у 1961 році. Після закінчення школи працював слюсарем-сантехніком у ремонтно-будівельному управлінні сантехробіт №3 в Тернополі (1961–1964).
З 1965 року працював у Тернопільському філіалі Львівського політехнічного інституту (сьогодні — Тернопільський національний технічний університет ім. І. Пулюя) на різних посадах: слюсаря, лаборанта, старшого лаборанта, старшого інженера, асистента, старшого викладача (1965–1993). Працював на кафедрах теоретичної механіки, енергетики, металорізальних верстатів та інструментів, технології і обладнання зварювального виробництва та інжинірингу машинобудівних технологій.

## Освіта
Навчався у вечірньому відділенні Тернопільського філіалу Львівського політехнічного інституту за спеціальністю «Технологія машинобудування, металорізальні верстати та інструменти» (1965–1971).

## Наукові досягнення
У 1992 році захистив кандидатську дисертацію за спеціальністю 05.03.06 — Зварювання та споріднені процеси і технології на тему «Исследование и оптимизация технологии индукционной наплавки тонких фасонных дисков». У 2006 році захистив докторську дисертацію на тему «Технологічна та енергетична ефективність індукційного наплавлення тонких сталевих дисків».
Пулька Ч.В. розробив енергоощадні режими нагрівання, математичні моделі для проектування нагрівальних систем індукційного наплавлення тонких сталевих дисків, що дозволило зменшити кількість експериментів та скоротити матеріальні затрати.

## Професійна діяльність
Працював над реалізацією автоматичної лінії для індукційного наплавлення ножів-гичкорізів БМД-52425, яка дозволила повністю автоматизувати процес наплавлення.
Результати наукових досліджень Пульки Ч.В. впроваджені на ряді підприємств та у навчальному процесі ТНТУ ім. Івана Пулюя.
З 2006 року був директором центру трансферу зварювальних технологій ТНТУ, що займався удосконаленням технологій індукційного наплавлення та розробкою енергоощадних опалювальних систем.

## Публікації та нагороди
Опублікував понад 360 наукових праць, включаючи 60 авторських свідоцтв та патентів. Його наукові результати опубліковані у фахових виданнях, що індексуються у Scopus та Web of Science.
Нагороджений почесними грамотами Міністерства освіти України, Тернопільської ОДА, Тернопільської міської ради та іншими. З 2021 року отримує довічну стипендію Президента України за видатні досягнення в галузі освіти (Указ Президента України №233/2021).

## Викладацька діяльність
Чеслав Вікторович викладав ряд дисциплін, зокрема «Спеціальні методи зварювання», «Підвищення зносостійкості та відновлення спрацьованих деталей машин та механізмів», «Зварювання пластмас», «Паяння металів», та інші. Він також був активним рецензентом наукових праць та опонентом дисертацій.

## Підготовка кадрів
Під керівництвом Пульки Ч.В. студенти та аспіранти брали активну участь у наукових дослідженнях, де їхні роботи були відзначені на Всеукраїнських конкурсах.
Чеслав Вікторович продовжує працювати над виданням навчальних посібників та монографій для студентів та аспірантів.